# Helin Evrim Sommer

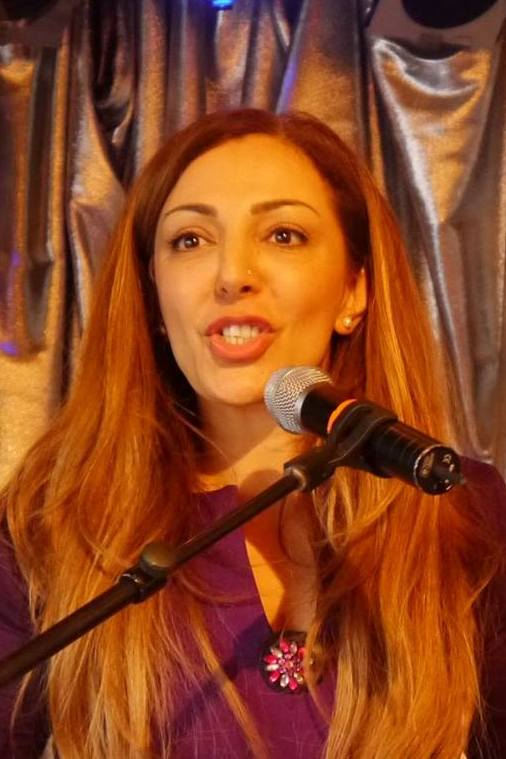
Helin Evrim Sommer (2016)

Helin Evrim Sommer (* 7. Februar 1971 in Varto, Türkei als Evrim Baba) ist eine deutsche Politikerin (parteilos, bis 2022 Die Linke). Sie war zwischen 1999 und 2016 Mitglied des Berliner Abgeordnetenhauses und anschließend von 2017 bis 2021 Mitglied des Deutschen Bundestages.

## Herkunft und Familie
Helin Evrim Sommer wurde in der ostanatolischen Kleinstadt Varto geboren. Ihre Familie ist kurdisch-alevitischer Herkunft. Sie durfte ihren Vornamen Hêlîn aufgrund des Verbotes kurdischer Namen in der Türkei nicht verwenden. Ihr Vater war Gründer der ersten sozialistischen Lehrergewerkschaft „TÖP-DER“ in der Türkei. Als linker und kurdischer Politiker wurde er vom türkischen Militärregime verfolgt, zu 15 Jahren Haft verurteilt und von 1971 bis 1973 im Militärgefängnis in Diyarbakir inhaftiert. Durch eine Generalamnestie für politische Gefangene wurde er freigelassen, stand aber nach dem Militärputsch 1980 auf einer Todesliste des Regimes. Die Familie flüchtete 1980 vor der türkischen Militärdiktatur nach West-Berlin.
Helin Evrim Sommer wuchs erst im West-Berliner Bezirk Spandau und später Schöneberg auf. 2009 heiratete sie den Historiker Robert Sommer. Sie ist Mutter eines Kindes.

## Studium und Beruf
Nach ihrer Sprachausbildung legte Sommer 1997 die staatliche Prüfung zur Dolmetscherin und Übersetzerin ab und leitete bis 2000 ein Übersetzungsbüro für alle Sprachen und Fachgebiete. Sie war als Dolmetscherin, Übersetzerin und Gutachterin für Notare und Gerichte sowie für das damalige Bundesamt für die Anerkennung ausländischer Flüchtlinge in Berlin und Brandenburg tätig. Von 2005 bis 2007 studierte sie Sozialwissenschaften an der Humboldt-Universität zu Berlin, danach Geschichte und Geschlechterstudien/Gender Studies. Sie schloss ihr Studium im November 2016 mit dem Bachelor of Arts ab.

## Politik

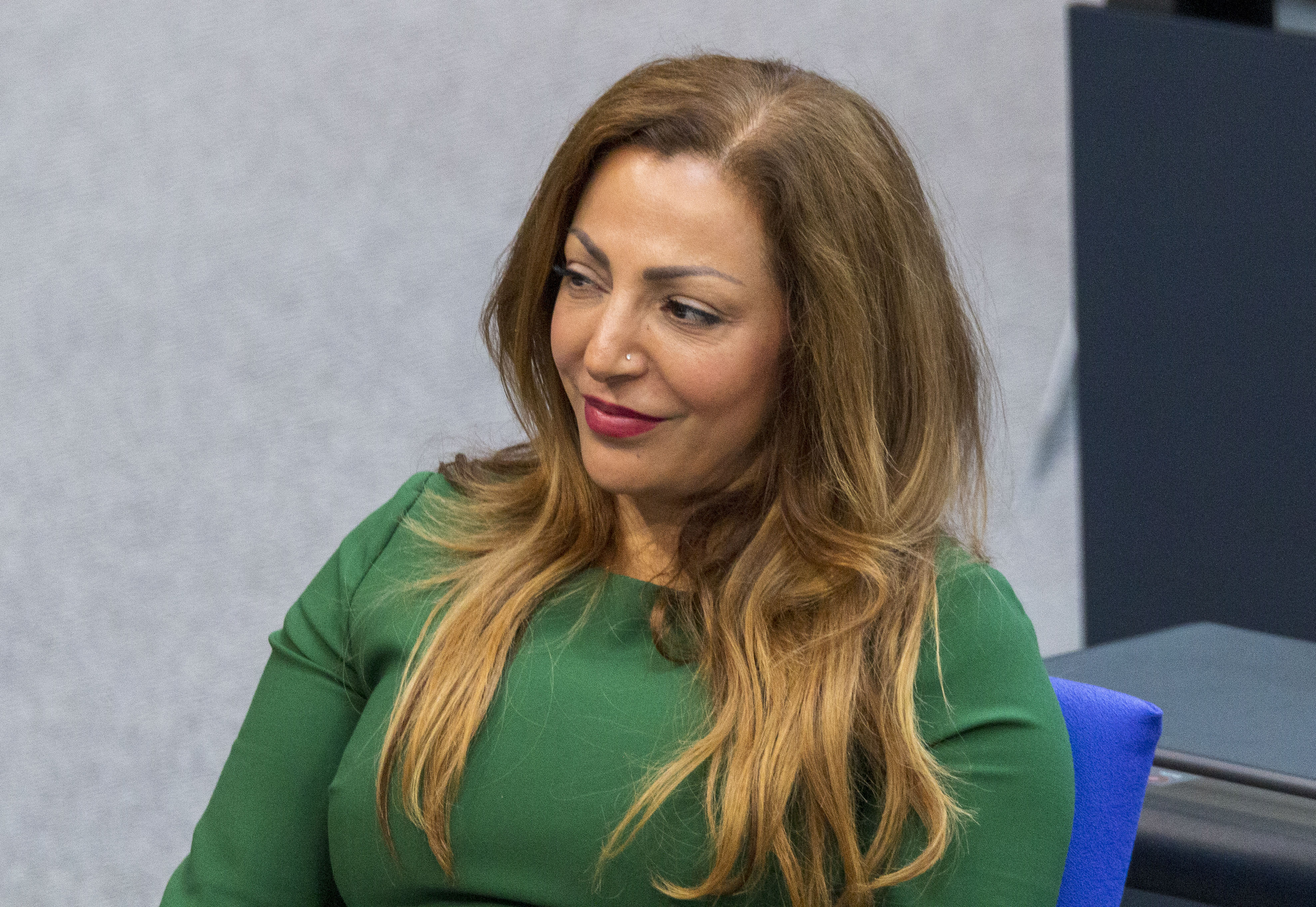
Helin Evrim Sommer, 2020 im Deutschen Bundestag

1997 wurde Sommer Mitglied der PDS. Von 1999 bis 2006 war sie Vorsitzende des Bezirksverbandes der PDS in Berlin-Neukölln. Von 1999 bis 2016 war Sommer Mitglied des Berliner Abgeordnetenhauses sowie für die PDS-Fraktion bzw. ab 2006 Die Linke im Abgeordnetenhaus frauenpolitische und entwicklungspolitische Sprecherin. Seit 2006 war sie als direkt gewählte Abgeordnete des Wahlkreises Lichtenberg 1 im Berliner Abgeordnetenhaus. Sie war zuletzt Mitglied in den Ausschüssen Ausschuss für Arbeit, Integration, Berufliche Bildung, Frauen sowie Wirtschaft, Forschung und Technologie und im Präsidium des Abgeordnetenhauses.
Sommer war von 2007 bis 2012 stellvertretende Vorsitzende und von 2012 bis November 2016 Vorsitzende des Bezirksverbandes der Partei Die Linke in Lichtenberg.
Bei der Wahl zum Abgeordnetenhaus von Berlin 2016 trat Sommer nicht mehr in ihrem Wahlkreis an, sondern kandidierte als Spitzenkandidatin für die Bezirksverordnetenversammlung (BVV) Lichtenberg. Die Linke wurde mit 29,8 % stärkste Partei im Bezirk. Sommer wurde von der BVV-Fraktion der Linken für das Amt der Bezirksbürgermeisterin nominiert. Sie erreichte in zwei Wahlgängen aber nicht die erforderliche Mehrheit.
Während der Wahlgänge war durch einen Bericht des RBB suggeriert worden, sie hätte einen akademischen Grad angegeben, der noch nicht erteilt worden war. Verwiesen wurde auf das Handbuch des Abgeordnetenhauses vom Mai 2015, in dem sie sich als Historikerin bezeichnete und im Lebenslauf „Studium der Geschichte und Geschlechterstudien (Gender Studies) an der Humboldt-Universität zu Berlin und Bachelor of Arts (B.A.)“ angegeben hätte, obwohl das Studium zu diesem Zeitpunkt nicht abgeschlossen war. Sie erlangte diesen erst einen Tag vor der Wahl der Bezirksbürgermeisterin. Die Humboldt-Universität teilte wenig später mit, dass die Abkürzung B.A. einen Studiengang sowie den Abschluss Bachelor of Arts bezeichnen würde. Der Begriff Historiker ist darüber hinaus nicht geschützt, wie der Historikerverband bestätigte.
Sommer zog ihre Kandidatur vor dem dritten Wahlgang zurück und gab ihr Amt als Vorsitzende der Linken in Lichtenberg auf. In einer Presseerklärung teilte sie mit, ihre Angaben seien nach ihrer Auffassung zutreffend. Sie erhob den Vorwurf, die eigenen Parteifreunde hätten sie im Stich gelassen.
Sommer wurde wegen etwaigen Titelmissbrauchs angezeigt. Die Berliner Staatsanwaltschaft stellte die Ermittlungen ein, da es keinen „hinreichenden Tatverdacht“ gäbe. Ihr zufolge sei Bachelor of Arts nicht nur ein Abschluss, sondern ein Studiengang, den Sommer belegt hatte. Dies räumte auch der Sender RBB später ein.
2017 arbeitete Sommer als wissenschaftliche Mitarbeiterin der Fraktion Die Linke im Thüringer Landtag für die Enquete-Kommission „Auseinandersetzung mit Rassismus, gruppenbezogener Menschenfeindlichkeit und Diskriminierung in Thüringen“.
Die VertreterInnenversammlung der Berliner Linken wählte Sommer am 1. April 2017 auf Platz 5 der Landesliste der Berliner Linken zur Bundestagswahl 2017, sie zog dadurch als Inhaberin eines Ausgleichsmandats in den Bundestag ein.
Sommer war für die Fraktion Die Linke Parlamentarische Geschäftsführerin, deren entwicklungspolitische Sprecherin, ordentliches Mitglied im Ausschuss für wirtschaftliche Zusammenarbeit und Entwicklung, stellvertretendes Mitglied im Verteidigungsausschuss, Delegierte in der Parlamentarischen Versammlung der OSZE sowie stellvertretende Vorsitzende der Deutsch-Südkaukasischen Parlamentariergruppe.
Ab Dezember 2018 war sie Mitglied des Bezirksvorstandes Spandau der Partei Die Linke, in den sie im Oktober 2020 wiedergewählt. Am 21. Januar 2021 wurde Helin Evrim Sommer auf der Mitgliederversammlung ihrer Partei in Spandau mit 93 % der Stimmen zur Bundestagskandidatin für den Wahlkreis 78 Spandau-Charlottenburg Nord gewählt. Bei der Bundestagswahl 2021 erhielt sie kein Mandat.
Im Mai 2022 gab Sommer ihren Parteiaustritt bekannt. Als Grund gab sie im Schreiben an, zu der Überzeugung gekommen zu sein, „dass die Linke nicht mehr in der Lage ist, sich fundamental zu erneuern“. Die Russlandpolitik der Partei sei „von einer Sowjetnostalgie bestimmt“. Maßgebliche Teile der Partei reproduzierten öffentlich das Narrativ des Putin-Regimes und hätten einseitig die Interessen des Kreml unterstützt. Für die Politikerin kurdischer Herkunft ist untragbar, dass Teile der Partei das Assad-Regime in Syrien unterstützten. Sie vermisst eine Abgrenzung zu antisemitischen Organisationen wie der Hamas und Hisbollah: „Wer hier keine klare Haltung zeigt, kann auch Rassismus nicht glaubhaft bekämpfen“. Seit Herbst 2022 ist Sommer für eine SPD-Bundestagsabgeordnete tätig.

## Positionen
In der Debatte um die von Alice Schwarzer geforderte gesellschaftliche Ächtung der Prostitution bezog sie 2013 eine Gegenposition und verteidigte die Liberalisierung durch das rot-grüne Prostitutionsgesetz von 2002. Den Aufruf kritisierte Sommer als „gewaltigen Rückschritt in die frauenrechtliche Steinzeit, in der Prostituierte recht- und schutzlos waren“, und unterzeichnete den Gegenaufruf Appell für Prostitution.
Sommer war Unterstützerin der Freiheit statt Angst Demonstrationen.
Sie kritisiert die autoritäre Politik von Recep Tayyip Erdoğan und bezeichnet ihn als „post-modernen Sultan“, der einen antidemokratischen Staat erschaffe. Angesichts der türkischen Militäroffensive in Nordsyrien im Herbst 2019 forderte die Abgeordnete von der deutschen Regierung und den NATO-Partnern den Stopp aller Rüstungsexporte an die Türkei. Sie kritisiert die „Appeasement-Politik“ der Bundesregierung und der EU gegenüber dem Erdogan-Regime und fordert Sanktionen gegen die türkische Regierung.
Zudem wirft sie der Türkei Verstöße gegen das Völkerrecht vor, weil diese nach ihrem militärischen Einmarsch in Nordsyrien im Herbst 2019 zusammen mit dschihadistischen Söldnern die Wasserzufuhr für die lokale Bevölkerung kappte und so „Trinkwasser als Kriegswaffe“ einsetze. Die Türkei verstoße damit gegen ihre elementaren Pflichten zum Schutz der Zivilbevölkerung, die ihr das humanitäre Völkerrecht als Besatzungsmacht auferlege. Die Linkspolitikerin forderte die Bundesregierung im November 2020 auf, sich für die Einrichtung eines UN-Sondertribunals für IS-Dschihadisten im nordsyrischen, kurdisch verwalteten Kobanê einzusetzen.
Bei der Bundestagsabstimmung zum Verbot der libanesischen Islamisten-Miliz Hisbollah votierte Sommer als einzige Abgeordnete der Linksfraktion für das von den Regierungsfraktionen geforderte Betätigungsverbot. Die Hisbollah stehe nicht für gesellschaftlichen Fortschritt, sondern sei eine zutiefst antisemitische und antidemokratische Organisation, so Sommer.
Im Kontext der humanitären Katastrophe in Syrien verurteilte die Politikerin das Veto von Russland und China im UN-Sicherheitsrat gegen die UN-Resolution 2139 im Juli 2020 zur Verlängerung der grenzüberschreitenden humanitären Hilfen für die syrische Bevölkerung. „Wenn Mitglieder wie Russland und China das Leben der Menschen als Pfand missbrauchen, um Machtinteressen durchzusetzen, stellen sie das Gremium an sich infrage“, so Sommer.
Ferner beantragte Sommer im Deutschen Bundestag, die Rekrutierung und Einsatz von Minderjährigen in bewaffneten Konflikten zu ächten. Hierbei kritisierte sie die damalige Verteidigungsministerin Ursula von der Leyen für die Praxis bei der Nachwuchsgewinnung der Bundeswehr. „Solange Deutschland selbst unter 18-jährige Jugendliche für den Dienst bei der Bundeswehr rekrutiere, sei es selbst kein Vorbild und könne es andere Staaten dafür nicht glaubwürdig kritisieren.“

## Opfer rechtsextremer Gewalt
Im März 2010 wurde ein Brandanschlag auf das Auto von Helin Evrim Sommer verübt. Die Berliner Polizei vermutete Täter aus der rechtsextremen Szene. Sommer wurde auf Internetportalen Berliner Neonazis 2011 als „Linkskriminelle“ verunglimpft und stellte deshalb Strafanzeige.  Im April 2018 wurde sie von einem türkischen Rechtsradikalen mit Vergewaltigung bedroht.
Abermals bedroht wurde die Abgeordnete im Sommer 2020. Neben anderen Politikerinnen der Linkspartei erhielt sie im Kontext des «NSU 2.0» durch Rechtsextremisten eine Morddrohung. Sommer warf der Berliner Polizei vor, „die Behörden ermitteln nicht so komplex“. Für sie seien die erfolglosen Ermittlungen der Polizei kein Zufall gewesen.